# Pío Pita Pizarro
Pio Pita Pizarro (Benavente, 5 de mayo de 1792 - San Sebastián, 3 de septiembre de 1845), fue un militar y político español, Ministro de Hacienda (1837-1839) durante la Regencia de María Cristina, en el reinado de Isabel II.

## Biografía
Estudió Derecho en la Universidad de Santiago de Compostela, y es precisamente en esta época cuando, para hacer frente a la invasión napoleónica, se alistó en el denominado "Batallón Literario".
Siguió durante un primer período de su vida la carrera militar; así, en abril de 1813, figuró como Subteniente del Batallón de Infantería Ligera; en mayo de 1813, en el mismo Batallón, con el grado de Teniente, habiendo alcanzado el grado de Capitán de Infantería del Regimiento del Infante Don Antonio en septiembre de 1822, en diciembre de este mismo año es nombrado Oficial 8.º,-2.º del Despacho de Guerra, hasta ser declarado cesante en octubre de 1823; al parecer continuó en la milicia hasta alcanzar el grado de Coronel, para a continuación entrar en la vida político-administrativa: así lo encontramos de Secretario en la Subdelegación de Fomento en Zaragoza, en 1833; de Logroño, en 1834; de La Coruña, en 1835, y en Barcelona, en 1836, en septiembre de ese mismo año es designado Jefe Político de la provincia de Madrid.
El 18 de agosto de 1837 es nombrado Ministro de Hacienda en el primer Gobierno de Baldomero Espartero, inmediatamente después de Juan Álvarez Mendizábal, se ocupó de desvirtuar aquellas medidas avanzadas que Mendizábal había tratado de llevar adelante, cesando el 1 de octubre de ese mismo año. También fue nombrado senador en 1837 por la provincia de Pontevedra, ocupando el cargo hasta 1839.
Después, en el 6 de diciembre de 1838, de nuevo Pita Pizarro accedió al Ministerio de Hacienda, cargo en el que permanecería hasta el 10 de mayo de 1839, formando parte del Gobierno que presidía Evaristo Pérez de Castro y que al parecer tenía como principal compromiso lograr la aprobación de una ley que cercenaba radicalmente la autonomía de los Ayuntamientos; pero la situación política del año 1839 se vio decisivamente influenciada por el Convenio de Vergara y el peso cada vez mayor de la figura de Espartero, que precisamente, avanzado 1840, habría de asumir la Regencia del Reino.
Fue autor en la última etapa de su vida de varias obras, tales como Co-examen económico, histórico, crítico de la Hacienda y Deuda (1840), y Conocimiento histórico-crítico de la Hacienda (1843). En el Diccionario de Cangas Argüelles puede verse la Memoria que el mismo Pita Pizarro presentó a las Cortes sobre la Hacienda.